# Leonid Nikolajewitsch Agutin

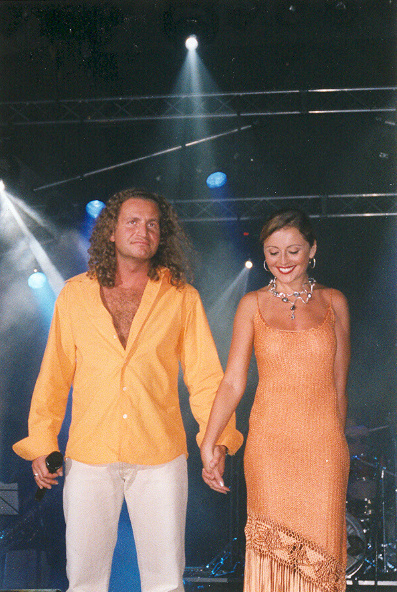
Leonid Agutin mit seiner Ehefrau Anschelika Warum

Leonid Nikolajewitsch Agutin (russisch Леони́д Никола́евич Агу́тин; * 16. Juli 1968 in Moskau) ist ein russischer Sänger und Musiker. Sein Musikstil ist russische Popmusik mit Jazz- und lateinamerikanischen Elementen. Bis heute hat er über 10 Millionen Alben verkauft.

## Biografie
Leonid Agutin wurde am 16. Juli 1968 in Moskau geboren. Sein Vater Nikolai Petrowitsch Agutin war ebenfalls Sänger, seine Mutter Grundschullehrerin. Während seiner Jugendzeit spielte Agutin Klavier und absolvierte die Moskauer Jazzschule Moskworetschje (Москворечье). Nach seinem Militärdienst immatrikulierte er an der Staatlichen Moskauer Universität für Kultur und Kunst (Московский государственный университет культуры и искусств) und machte dort 1992 seinen Abschluss. Bereits seit dem Jahr 1989 tourte er durch die UdSSR, war Vorgruppe für mehrere russische Bands und schrieb Songs für andere Künstler. Agutin arbeitete seit 1991 in den Salem Studios in Twer und nahm dort unter anderem das Lied Bossonogi maltschik (Босоногий мальчик, deutsch Barfüßiger Junge) auf. Der barfüßige Auftritt auf der Bühne war außerdem zu dieser Zeit sein Markenzeichen als Musiker. Im Jahr 1992 erhielt er den internationalen Preis Jalta 92 und im Jahr 1993 den Preis Urmala 93. Im Jahr 1994 veröffentlichte er sein Debütalbum Bossonogi maltschik, welches großen Erfolg hatte und ihm unter anderem eine Nominierung als Bester Künstler des Jahres, Bestes Album des Jahres sowie Bestes Lied des Jahres einbrachte. Seit dem Jahr 1996 tourt er regelmäßig durch die USA und nahm dort auch als Sänger das Album Cosmopolitan Life mit dem Gitarristen Al Di Meola auf. Agutin ist mit der Sängerin Anschelika Warum verheiratet.
Am 30. Dezember 2008 erhielt Agutin von Präsident Dmitri Medwedew den Titel Verdienter Künstler der russischen Föderation (Заслуженный артист Российской Федерации).

## Alben
| Transkribierter Titel           | Originaltitel                     | Erscheinungsjahr |
| ------------------------------- | --------------------------------- | ---------------- |
| Bossonogi maltschik             | Босоногий мальчик                 | 1994             |
| Dekameron                       | Декамерон                         | 1995             |
| Letni doschd                    | Летний дождь                      | 1998             |
| Sluschebny roman                | Служебный роман                   | 2000             |
| Leonid Agutin                   | Леонид Агутин                     | 2000             |
| Descha wju                      | Дежа вю                           | 2003             |
| Cosmopolitan Life               | Cosmopolitan Life                 | 2005             |
| Ljubow. Doroga. Grust i Radost. | Любовь. Дорога. Грусть и Радость. | 2007             |
| Wremja poslednih romantikow     | Время последних романтиков        | 2012             |